# Ioan Fiscuteanu
Ioan Fiscuteanu (né le 19 novembre 1937 et mort le 8 décembre 2007 à Târgu Mureș, Roumanie), est un acteur roumain de théâtre et de cinéma.

## Filmographie
- Frumoasele vacanțe (1968)
- Fructe de pădure (1983)
- Acordați circumstanțe atenuante? (1984)
- Emisia continuă (1985)
- Glissando (1985)
- Din prea multă dragoste (1985)
- Iacob (1988)
- Undeva în est (1991)
- Balanța (1992)
- Cel mai iubit dintre pământeni (1993)
- Asfalt Tango (1995) - Le chauffeur de taxi
- Prea târziu (1996) - Oană
- Mariana (1998)
- Zapping (2000)
- Turnul din Pisa (2002) - Nașul
- Ajutoare umanitare (2002)
- Sindromul Timișoara - Manipularea (2004)
- La Mort de Dante Lazarescu (2005) - Dante Remus Lăzărescu
- Om sărac, om bogat (2006) - Octav Petrovici